# 舞醉龍

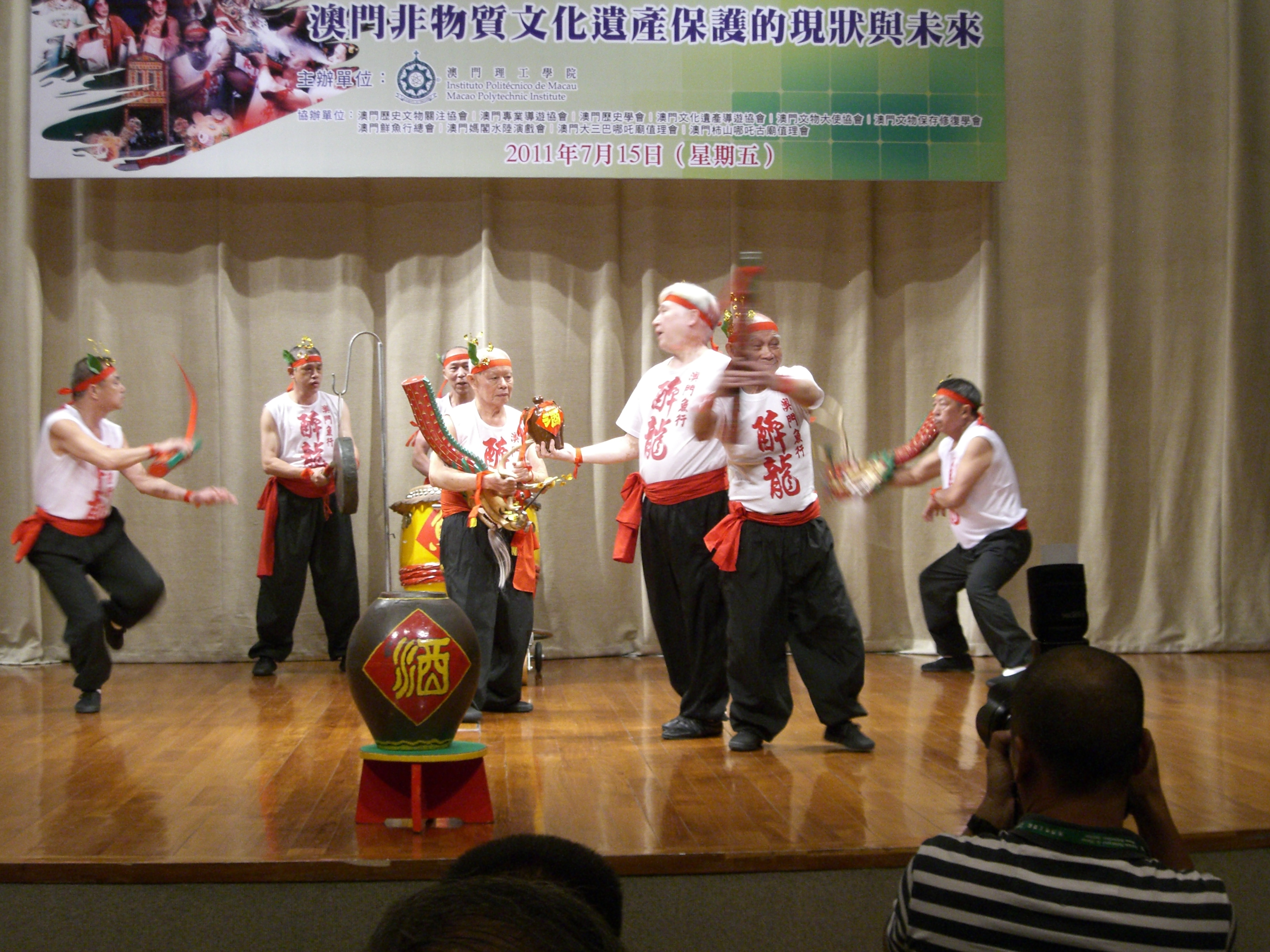
澳門鮮魚行舞醉龍表演，於澳門文化遺產論壇

舞醉龍，又稱醉龙舞或舞木龍，是流行於古香山縣（今中山、珠海、澳門）一帶的活動。一般於每年農曆四月初八，即佛誕舉行。2006年被广东省人民政府列为省级第一批非物质文化遗产代表作名录。
澳門的舞醉龍是由魚商舉辦的，魚行在四月初八、初九休息。參加者首先在三街會館舉行開光典禮。舞者一邊飲用米酒，使自己醉倒，一邊手持木制的龍頭和龍尾舞動，在各區巡遊。澳門漁行工會曾組織醉龍隊到中山石岐表演。

## 起源
源於廣東香山縣。來源有兩種說法：
- 一為在200多年前的浴佛節那天，一個和尚在香山縣一條小河邊洗澡時，被蟒蛇襲擊，和尚將牠斬成幾截，丟在河邊。這時有一個老漁翁似醉非醉地抓起蛇頭、蛇尾，胡亂地跳起舞，竟使那條蟒蛇死而復生，變成了一條龍，騰空而去。[2]
- 另一種說法是，當時流行瘟疫，鄉民求助佛祖，抬著佛像路過河邊時，河中突然躍出一條大蛇，遭鄉民砍斷後血染河水。鄉民喝了河水除病祛瘟，都認為大蛇是龍的降凡，便創造出舞醉龍以志紀念。[3]

## 基本動作
為了紀念這件事，後來中山一帶就興起了舞醉龍。模仿老漁翁，只要龍頭和龍尾兩截。龍頭用木雕刻，配上一副真鹿角，裝上眼睛。起舞者故作醉態，舉步輕浮，東歪西倒；龍尾隨之擺動，時而伏地翻滾，時而金雞獨立。舞醉龍常與舞醒獅相結合，配以鑼鼓、鞭炮，十分熱鬧。

## 龍船頭飯
在正午和下午三時，在營地街市、紅街市派發用菜為主製成的龍船頭飯 （又稱長壽飯）。據說，食了龍船頭飯的人能夠長命百歲、丁財兩旺。

## 外部連結
- 中山僑刊，中山市第一批市级非物质文化遗产代表作名录，第41期，第71頁，2007年3月1日。
- 侨乡传真：广东中山—醉龙传人不再孤身舞醉龙
- 魚行明後休業兩天 （页面存档备份，存于）